# Lypha edwardsi
Lypha edwardsi är en tvåvingeart som beskrevs av Aldrich 1934. Lypha edwardsi ingår i släktet Lypha och familjen parasitflugor. Inga underarter finns listade i Catalogue of Life.